# Ultramarine Magmell
Ultramarine Magmell (Japonés: 群青のマグメル Gunjō no Magumeru?), originalmente en chino como 拾又之国, es una serie de manga homónimo escrita e ilustrada por el artista chino Dainenbyo (chino: 第年秒/Dìniánmiǎo). Desde el 7 de abril al 30 de junio de 2019 se estrenó una adaptación de la serie de televisión de anime japonesa producida por el estudio de Pierrot+.

## Argumento
Un día, en el medio del océano Pacífico, ocurrió un milagro, apareció un nuevo continente de la nada. El nuevo continente era el hogar de nuevas y misteriosas plantas, criaturas y minerales. La humanidad está entusiasmada ya que la era de la exploración ha regresado.

## Manga
Dainenbyo lanzó el manga en la aplicación de shonen manga Shueisha's Shonen Jump + en junio de 2015. Ocho volúmenes han sido publicados hasta la fecha.
| N.º | Fecha de lanzamiento en Japón | ISBN                   |
| --- | ----------------------------- | ---------------------- |
| 1   | 4 de noviembre de 2015        | ISBN 978-4-08-880559-7 |
| 2   | 4 de diciembre de 2015        | ISBN 978-4-08-880560-3 |
| 3   | 3 de junio de 2016            | ISBN 978-4-08-880724-9 |
| 4   | 4 de julio de 2017            | ISBN 978-4-08-881246-5 |
| 5   | 4 de marzo de 2019            |                        |
| 6   | 4 de marzo de 2019            |                        |
| 7   | 4 de abril de 2019            |                        |
| 8   | 4 de abril de 2019            |                        |

## Anime
El 29 de abril de 2018 se anunció una adaptación de la serie de televisión de anime, también conocida como Magmel of the Sea Blue. La serie está dirigida por Hayato Date y escrita por Chūji Mikasano, con animación de Pierrot+. Se emitió del 7 de abril al 30 de junio de 2019 en Tokyo MX y BS Fuji. Netflix transmitió la serie el 10 de octubre de 2019.

## Música
La música de la serie está compuesta por Takanashi Yasuharu. El grupo Fudanjuku interpretó el tema de apertura de la serie "Dash & Daaash !!", mientras que el tema final de la serie, "The Key", fue interpretado por la banda japonesa A flood of circle.

## Doblaje en español
| Ficha de doblaje en español                                   |
| ------------------------------------------------------------- |
| Título: Ultramarine Magmell                                   |
| Título original: Gunjō no Magmell                             |
| Año de grabación: 2019                                        |
| Distribución internet                                         |
| Género: Animación                                             |
| Director: Julia (II) Martínez                                 |
| Estudio de grabación: SDI Media (Madrid, Barcelona, Santiago) |
| Subtitulador: Beatriz, Egocheaga                              |
| Distribuidora para España: Netflix España                     |
| Distribuidora original: Tokio MX                              |

| Reparto de doblaje       | Reparto de doblaje         | Reparto de doblaje |
| ------------------------ | -------------------------- | ------------------ |
| Actor original (japonés) | Actor de doblaje (español) | Personaje          |
| Kengo Kawanishi          | Joel Gómez Jiménez         | Inyō (因又)        |
| Hibiku Yamamura          | María Elena Vázquez        | Emilia (エミリア)  |
| Mao Ichimichi            | Sara del Olmo              | Zero (ゼロ)        |
| Toshiyuki Morikawa       | Javier Abengózar           | Shūin (拾因)       |
| Shizuka Itō              | Cristina Peña              | Belena             |
| Shirō Saitō              | Rafael Lucas               | Viejo Den Den      |
| Yasuyuki Kase            | David Flores               | Kunuris            |
| Seira Ryuu               | Noelia de Luis             | Kricks             |
| Keiichi Sonobe           | Antonio Llano              | Burton             |
| Kōji Yusa                | Dave Rogers                | Owens              |
| Satoshi Mikami           | Adolfo Pastor              | Chester            |
| Hiroshi Yanaka           | Ricky Delgado              | Daysom             |
| Misuzu Togashi           | Julia (II) Martínez        | Daysom (niño)      |
| Seira Ryuu               | Elena Palacios             | Stein              |
| Kyōko Chikiri            | Yolanda Portillo           | Stewa              |
|                          | Jaime Roca                 | DJ Zeta            |

## Episodios

### Temporada 1
| No. | Título                         | Título original en japonés              | Fecha de emisión original |
| --- | ------------------------------ | --------------------------------------- | ------------------------- |
| 1   | "Angler"                       | "Angurā" (Japonés: )                    | 7 de abril de 2019        |
| 2   | "Controlador del 7.º distrito" | "Nana-Ku no Shihaisha" (Japonés: )      | 14 de abril de 2019       |
| 3   | "Una paloma de siete colores"  | "Nana'iro Bato" (Japonés: )             | 21 de abril de 2019       |
| 4   | "María sangrienta"             | "Chinu-Rareta Maria" (Japonés: )        | 28 de abril de 2019       |
| 5   | "Den-Den and Magmell"          | "Den-Den Oyaji to Magumeru" (Japonés: ) | 5 de mayo de 2019         |
| 6   | "Ojo de Shuin"                 | "Shūin no Hitomi" (Japonés: )           | 12 de mayo de 2019        |
| 7   | "Aborigen"                     | "Genjūsha" (Japonés: )                  | 19 de mayo de 2019        |
| 8   | "El viejo y el cafetal"        | "Rōjin to Kōhī Batake" (Japonés: )      | 26 de mayo de 2019        |
| 9   | "La gran aventura de Zero"     | "Zero no Dai Bōken" (Japonés: )         | 2 de junio de 2019        |
| 10  | "Monstruomanía"                | "Monsutā Mania" (Japonés: )             | 9 de junio de 2019        |
| 11  | "La prisionera Zero"           | "Toraware no Zero" (Japonés: )          | 16 de junio de 2019       |
| 12  | "Desesperación"                | "Zetsubō" (Japonés: )                   | 23 de junio de 2019       |
| 13  | "Algún día, tú y yo..."        | "Itsuka, Futari de..." (Japonés: )      | 30 de junio de 2019       |